# Justyna Łunkiewicz
Justyna Łunkiewicz (ur. 28 września 1987 roku w Bydgoszczy) – polska siatkarka grająca na pozycji rozgrywającej. 
Jest wychowanką klubu Pałac Bydgoszcz. W sezonie 2009/2010 grała w AZS KSZO Ostrowiec Świętokrzyski. W 2010 roku występowała w Eliteski Skawa AZS Uniwersytet Ekonomiczny Kraków. 27 grudnia 2010 z inicjatywy zawodniczki został rozwiązany kontrakt. W sezonie 2011/2012 zawodniczka LTS Legionovia Legionowo. Obecnie zawodniczka Budowlanych Toruń.
Mimo młodego wieku i braku ogrania wśród seniorek, od początku sezonu 2007/08 została pierwszą rozgrywającą drużyny Centrostalu. Stało się to po tym jak tuż przed rozpoczęciem rozgrywek LSK poważnej kontuzji (wykluczającej ją z gry do końca sezonu) doznała nominalnie pierwsza rozgrywająca zespołu – Marta Wójcik.

## Kluby
- 2004-2009:  Pałac Bydgoszcz
- 2009-2010:  AZS KSZO Ostrowiec Świętokrzyski
- 2010:  Eliteski Skawa AZS UE Kraków
- 2011:  Stade Français-Saint-Cloud
- 2011-2012:  LTS Legionovia Legionowo
- 2012-:  Budowlani Toruń

## Sukcesy
- Mistrzostwo Polski juniorek z Pałacem Bydgoszcz